# Tenoch
Tenoch (n. 1299, Chapultepec⁠(d), Ciudad de México, Mexic – d. 1376, Tenochtitlan, Mexic) a fost un împărat aztec, care a fondat Tenochtitlan în 1325 și a domnit din același an până în 1376.